# Terra indígena Enawenê-Nawê
La terra indígena Enawenê-Nawê es troba al nord-oest de l'estat brasiler de Mato Grosso, a prop dels municipis de Brasnorte, Juína, Comodoro i Sapezal, en una zona de transició entre el cerrado i el bosc amazònic, habitat per 566 indígenes Enawenê-nawê.

## Demarcació
La demarcació de la terra indígena Enawenê Nawê la va dur a terme la Fundação Nacional do Índio, en un procés gestionat per l'Operação Amazônia Nativa amb la participació dels Enawenê-nawê. Tanmateix, es van excloure zones com la capçalera del riu Preto, abans que estudis més detallats revelessin la seva importància per a aquella gent i basant-se en la informació disponible en els primers contactes, quan el poble estava en migració, ocupava el territori nambikwara i el seu ús es va reduir significativament a causa de l'amenaça enemiga. Només després que els atacs acabessin, el poble Enawenê Nawê va reprendre les seves activitats i ritus tradicionals i va intentar reocupar els territoris originals.
Aprovada el 1996, amb una superfície de 742.088 hectàrees, la terra indígena delimitada està en estudi per revisar els seus límits. Els indis tenen la intenció d'incorporar la zona del riu Preto, que consideren vital per al manteniment de les tradicions del grup.

## Amenaces
La regió delimitada està envoltada d'empreses agrícoles i explotacions ramaderes extensives. Al sud del territori, la vegetació del cerrado es va substituir per plantacions de canya de sucre, cotó i, principalment, de soja, provocant la desaparició de part de la fauna i flora autòctones. Al llarg dels límits nord, oest i sud-est, hi ha una intensa activitat forestal, i una reserva mineral al llarg dels límits nord i nord-est és l'objectiu de la invasió dels miners. A més, les capçaleres dels rius que conformen la zona delimitada es troben majoritàriament fora de la terra indígena i han estat objectiu de la contaminació per pesticides i residus urbans.
A partir del 2008, amb la construcció de plantes hidroelèctriques a la conca del riu Juruena, es va produir una reducció significativa de la disponibilitat de peixos a la regió, cosa que compromet el manteniment de la vida i les tradicions de la població local. El peix és el pilar principal de la dieta dels Enawenê-nawê i té un paper important en la realització del ritual yãkwa.